# Caio Júlio Julo (cônsul em 482 a.C.)
Caio Júlio Julo (em latim: Gaius Iulius Iullus) foi um político da gente Júlia nos primeiros anos da República Romana eleito cônsul em 482 a.C. com Quinto Fábio Vibulano. 

## Biografia
Filho de Caio Júlio Julo, cônsul em 489 a.C., que não aparece no texto de Lívio, foi o primeiro membro da gente Júlia citado especificamente por ele.
Durante seu mandato, os équos marcharam contra Roma, tomando e saqueando Ortona enquanto os veios continuaram seus raides em território romano. Os dois cônsules enviaram seus exércitos contra a cidade de Veios, mas como os habitantes não lhes deram combate, os romanos limitaram-se a arrasar as redondezas.
Provavelmente é pai do homônimo Caio Júlio Julo, com quem geralmente é confundido, que, em 451 a.C., foi nomeado decênviro.
| Cônsul da República Romana                                   |                                                       |                                                                       |
| Precedido por: Marco Fábio Vibulano com Lúcio Valério Potito | Quinto Fábio Vibulano II 482 a.C. com Caio Júlio Julo | Sucedido por: Cesão Fábio Vibulano II com Espúrio Fúrio Medulino Fuso |